# Ganonema regulare
Ganonema regulare is een fossiele soort schietmot uit de familie Calamoceratidae.